# 동비항
동비항(東非港)은 경상남도 남해군 설천면 비란리, 동비마을 인근에 있는 어항이다. 2002년 8월 6일 어촌정주어항으로 지정하여 관리하고 있다. 시설관리자는 남해군수이다.

## 어항 연혁
- 비란리의 가장 동쪽에 있는 마을이라 붙여진 이름이 동비(東非)라는 뜻에서 불렸던 이름이다.

## 어항 시설
- 선착장 L=100m, B=4.5m, 물량장 L=22m, B=20m, 호안 L=115, B=6.0m

## 주요 어종
- 감성돔, 도다리, 노래미, 반지락, 전어, 낙지 등